# ولاية عين الدفلى
ولاية عين الدفلى تأسست إثر التقسيم الإداري لسنة 1984، حيث كانت تابعة قبل ذلك لكل من ولاية الأصنام (الشلف حالياً) وولاية المدية، تقع في على بعد 150 كلم غرب الجزائر العاصمة، تحدها من الشمال ولاية تيبازة ومن الجنوب ولاية تيسمسيلت ومن الشرق ولاية المدية ومن الشمال الشرقي ولاية البليدة ومن الغرب ولاية الشلف.
```
مدخل الولاية عبر بلدية بوراشد خميس مليانة تيبركانين عبر الطريق شرق غرب .مدخل عبر سوق لتنين و قهوة الخميس من ولاية تيبازة 
```

و مدخل عبر ولاد العربي بتاشتة من ولاية الشلف 

## البلديات
تتكون من 36 بلدية أهمها بلدية عين الدفلى (عاصمة الولاية)، خميس مليانة، مليانة، الروينة، جليدة، العطاف، العبادية، جندل، بومدفع، المخاطرية، بوراشد، طارق بن زياد،العامرة يبلغ عدد السكان حوالي 1 000 000, نسمةعام 2025  تمتاز الولاية بالطابع الفلاحي حيث تنتج 50 بالمائة من الإنتاج الوطني للبطاطا وحوالي ثلث الإنتاج الوطني للتفاح، حيث تشتهر بزراعة الأشجار المثمر.

## لمحة تاريخية
شهدت منطقة عين الدفلى وجودًا رومانيًا، كما تشهد عليه بقايا أوبيدوم نوفوم. في العهد الإسلامي، كان المكان الذي يسمى "الخضراء" أو حرفيا "الأخضر"، يقع على الأرجح على الضفة اليسرى لنهر الشلف، على بعد 2 أو 3 كلم من التقاء وادي حريزة بالشلف. معبر من الغرب إلى الشرق وملتقى بين سكان الجبال المحيطة. المدينة الحالية هي مركز تم إنشاؤه عام 1857 أثناء الاستعمار الفرنسي بالقرب من أورليانزفيل في قسم الجزائر العاصمة. حصلت القرية على اسم دوبيريه تكريمًا لغي-فيكتور دوبيري (1775-1846)، الأدميرال وقائد أسطول الغزو.

## المناخ
مناخ ولاية عين الدفلى هو مناخ البحر الأبيض المتوسط شبه القاحل، ذو طابع قاري ملحوظ للغاية. ويتراوح معدل هطول الأمطار بين 500 و600 ملم/سنة.

## الزراعة
تعتبر عين الدفلى من أكثر الولايات نمواً، خاصة في قطاع الزراعة، حيث خصصت لها مبالغ هامة في إطار برنامج الإنعاش الاقتصادي الذي اتبعته الجزائر منذ سنة 2000، وكذا برنامج دعم النمو ابتداء من سنة 2004.
توجد على مستوى الولاية عدة مواقع تاريخية أهمها الأثر الروماني في مدينة العامرة، حصون مدينة مليانة 975م
واستمرت الولاية بالتطور وحققت مراتب متقدمة على عدة أصعدة، ويمكن اعتبارها بحق سلة غذاء الجزائر لما تنتجه من منتجات زراعية، بداية بالقمح والشعير، مرورا بالبطاطس والبقوليات، وانتهاء بمختلف أنواع الفواكه

## السكان
| ذكور   | فئة عمرية     | إناث   |
| ------ | ------------- | ------ |
| 1٬197  | 85 سنة وأكثر  | 1٬216  |
| 1٬995  | 80 إلى 84 سنة | 1٬761  |
| 3٬784  | 75 إلى 79 سنة | 3٬562  |
| 5٬483  | 70 إلى 74 سنة | 5٬310  |
| 7٬033  | 65 إلى 69 سنة | 6٬423  |
| 7٬837  | 60 إلى 64 سنة | 7٬267  |
| 11٬430 | 55 إلى 59 سنة | 10٬496 |
| 14٬319 | 50 إلى 54سنة  | 13٬901 |
| 15٬661 | 45 إلى 49 سنة | 16٬253 |
| 21٬147 | 40 إلى 44 سنة | 21٬353 |
| 24٬744 | 35 إلى 39 سنة | 25٬320 |
| 30٬155 | 30 إلى 34 سنة | 29٬544 |
| 39٬608 | 25 إلى 29 سنة | 38٬256 |
| 46٬201 | 20 إلى 24 سنة | 44٬819 |
| 45٬513 | 15 إلى 19 سنة | 44٬241 |
| 38٬932 | 10 إلى 14 سنة | 37٬133 |
| 33٬635 | 5 إلى 9 سنوات | 32٬113 |
| 39٬759 | 0 إلى 4 سنوات | 37٬861 |
| 345    | غير معروف     | 409    |

## الوديان

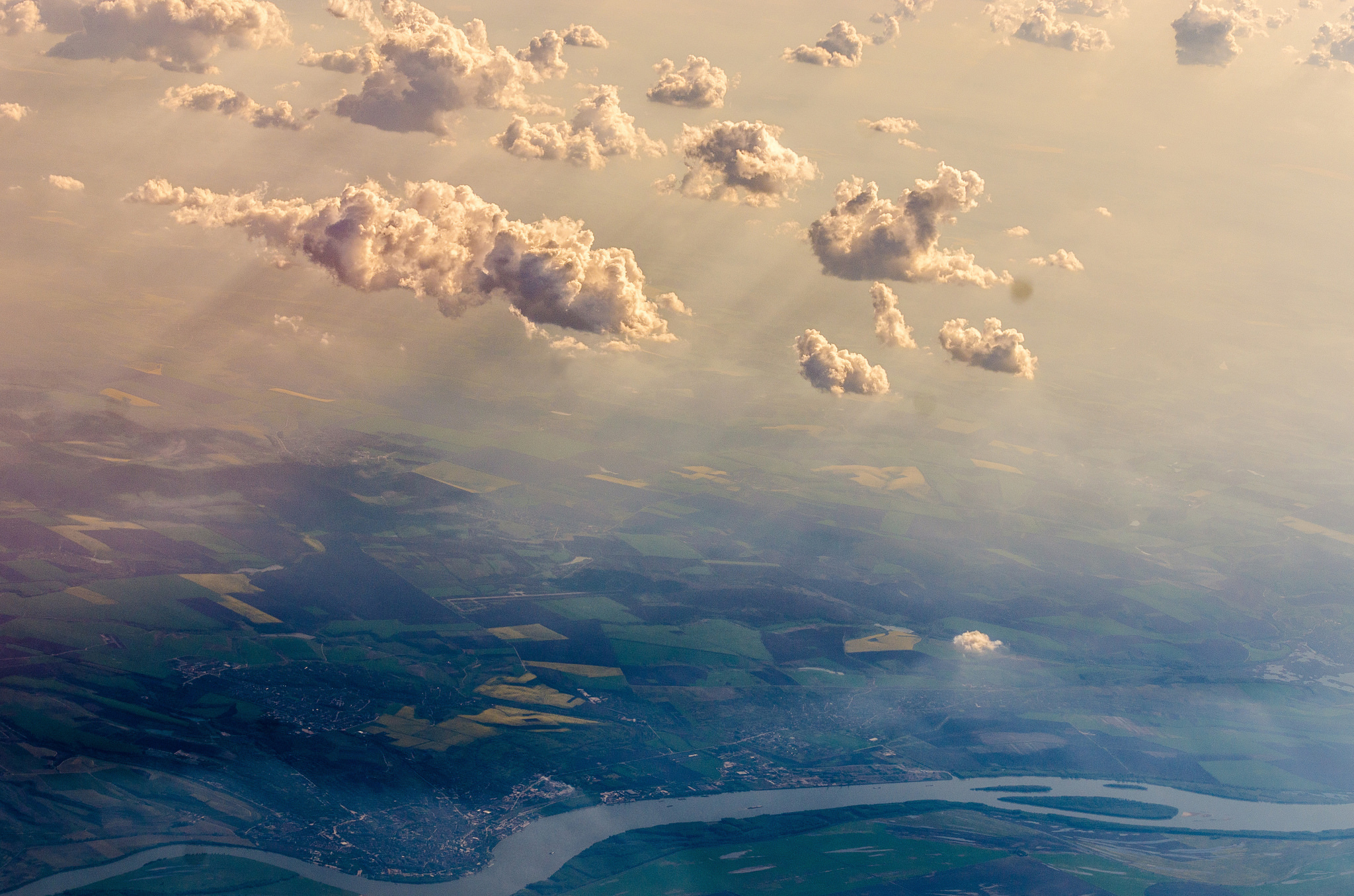
وادي الشلف

يتضمن إقليم ولاية عين الدفلى العديد من الوديان منها:
1. وادي الشلف.
2. وادي جمعي.
3. وادي الريحان.
4. وادي عمورة.
5. وادي تاغية.
6. وادي جمعة.
7. وادي هرهور.
8. وادي واجر.
9. وادي سيدي معمر.
10. وادي بوطان.
11. وادي سوفاي.
12. وادي بوغيال.
13. وادي تيكزال.

### السدود
سد سيدي امحمد بن طيبة عريب

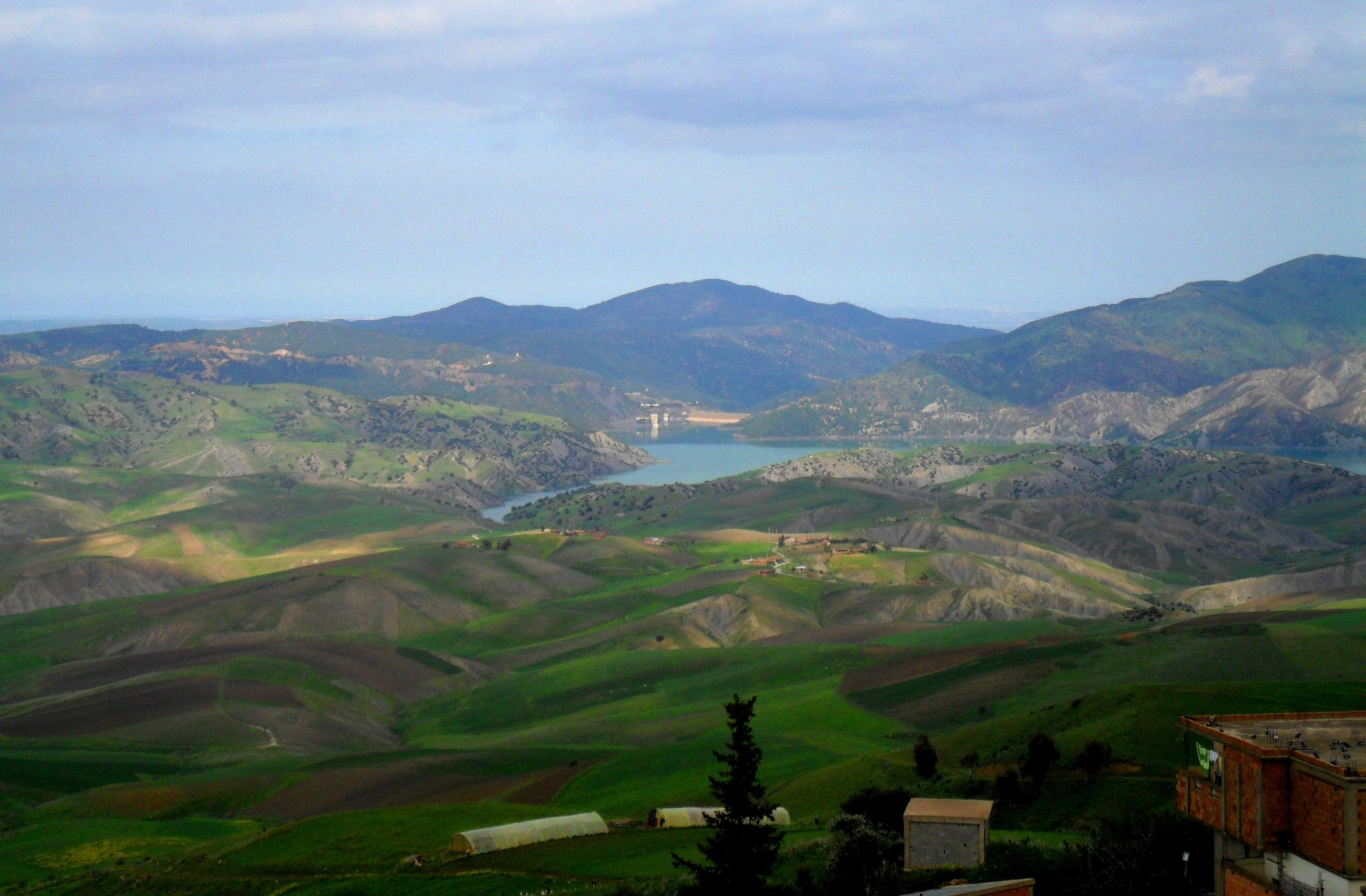
سد عين الدم

## الشؤون الدينية

### المساجد

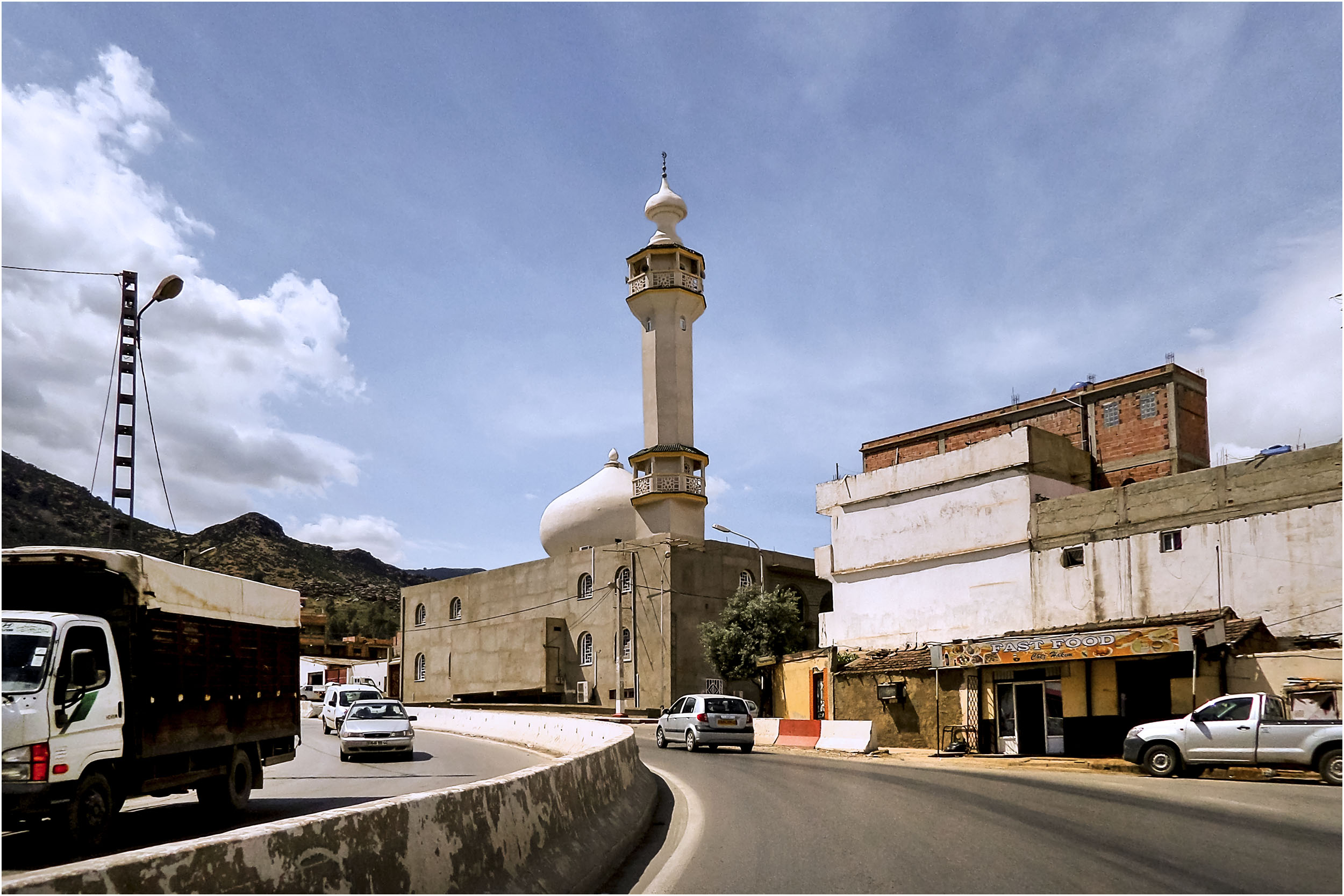
مسجد عين الدفلى

تحتوي هذه الولاية على العديد من المساجد التي تشرف عليها مديرية الشؤون الدينية والأوقاف لولاية عين الدفلى تحت وصاية وزارة الشؤون الدينية والأوقاف.
- مسجد أبي بكر الصديق
- المسجد العتيق
- مسجد القدس
- مسجد عبد الرحمن بن عوف
- مسجد فاطمة الزهراء
- مسجد صلاح الدين الأيوبي
- مسجد السلام
- مسجد النور
- مسجد الخضراء (وسط مدينة عين الدفلى)

### الزوايا
- «زاوية سيدي أحمد بن يوسف» بمليانة.[3]
- «زاوية سيدي محمد بن شرقي» بالعبادية.[4]
- «زاوية سيدي محمد بلجيلالي» بتيبركانين.[5]
- «زاوية سيدي الطيب العيشوني» بسيدي الأخضر.[6]
- «زاوية سيدي علي الحضري» بجليدة.[7]
- «زاوية سيدي بن أحمد» ببوراشد.
- «زاوية سيدي عبد العزيز» بالعامرة.
- «زاوية سيدي بلحاج» بعريب.
- «الزاوية الهبرية البلقائدية» بمدينة عين الدفلى

### الملتقيات
- ملتقى الفقه المالكي (عين الدفلى).[8]

## إعلام
- إذاعة عين دفلى
- البث الحي للإذاعة عين الدفلى

## التعليم الجامعي
تضم هذه الولاية جامعة واحدة فقط إلى يومنا هذا فبراير 2017 وهي:
- جامعة جيلالي بونعامة (عين الدفلى).[9]

## السياحة
على غرار المواقع الأثرية والنشاطات التي تتميز بها الولاية، فولاية عين الدفلى تهتم أيضا بنشاط السياحة، وهذا ما يكمن في المنبع المعدني لحمام ريغة، الذي يوفر كل شروط الراحة والصحة للزائريين عبر الخدمات الهامة التي توفرها هذه المحطة الهامة، يعود تاريخ هذه المحطة المعدنية إلى العهد الروماني بعد اكتشاف ينابيع حموية أطلق عليها اسم " اكوا كاليداي " Akoi Kaliday" فما زالت بعض التحف من العهد الروماني موجودة بهذه المنطقة.
تزخر ولاية عين الدفلى بتراث عريق وزاخر من الفنون والعادات والتقاليد تختلف عن عادات وتقاليد المناطق الأخرى مثل الصناعة التقليدية كالفخار، والسلال، ألبسة تقليدية. فهذه هي ولاية عين الدفلى بتراثها الفكري والثقافي والتاريخي والحضاري والبيئي، والاقتصادي اكتسبته عبر مختلف الحقبات الزمنية.

### المواقع التاريخية
توجد على مستوى الولاية عدة مواقع تاريخية اهمها:
- الاثر الروماني في مدينة العامرة (قرقرة)،
- مدينة مليانة 975م، تعتبر همزة وصل بين مختلف جهات البلاد، حيث تعتبر مدينة خميس مليانة كمحول هام لمختلف الجهات إعتبارا من الطريق الوطني رقم 4 (الجزائر - وهران)، والطريق الوطني رقم 18 نحو تيارت وطريق وطني آخر نحو ولاية المدية.
- مدينة خميس مليانة: تأسست سنة 1886 لقبت نسبة لقسيس فرنسي (Affreville)، المدينة الرومانية كانت تسمى ماليانة.

## نواب ولاية عين الدفلى في المجلس الشعبي الوطني
يبلغ عدد النواب في المجلس الشعبي الوطني عن ولاية عين الدفلى 10 نواب خلال الدورة التشريعية 2017م-2022م التي انطلقت بعد 4 ماي 2017م.
التوزع الجنسي لنواب البرلمان عن ولاية عين الدفلى (2017م-2022م)
يتوزع نواب البرلمان عن ولاية عين الدفلى في الدورة التشريعية 2017م-2022م وفق الجنس حسب النسب التالية:
1. النواب النساء: 3 (30.00 %).
2. النواب الرجال: 7 (70.00 %).

### التوزيع الحزبي
الانتماء الحزبي لنواب البرلمان عن ولاية عين الدفلى (2017م-2022م)
يتوزع نواب البرلمان عن ولاية عين الدفلى في الدورة التشريعية 2017م-2022م حسب عدة قوائم حزبية:
1. تجمع أمل الجزائر: 1 نائب (10.00 %).
2. التجمع الوطني الديمقراطي: 2 نواب (20.00 %).
3. جبهة التحرير الوطني: 4 نواب (40.00 %)
4. الأحرار: 2 نواب (20.00 %).
5. جبهة المستقبل: 1 نائب (10.00 %).

### القائمة الاسمية للنواب خلال العهدة التشريعية 2017م-2022م
1. شهرزاد عزيزي (التجمع الوطني الديمقراطي).[12]
2. خيرة بونعجة (جبهة التحرير الوطني).[13]
3. هاجر بن قدور (الأحرار).
4. أمحمد أوفقير (تجمع أمل الجزائر).[14]
5. عبد الباقي طواهرية الملياني (جبهة التحرير الوطني).[13]
6. مصطفى ناصي (التجمع الوطني الديمقراطي).[12]
7. حيسن بن حليمة (جبهة التحرير الوطني).[13]
8. محمد مقران (جبهة المستقبل).[15]
9. محمد ناجم (جبهة التحرير الوطني).[13]
10. بلقاسم لعطراوي (الأحرار).

## وصلات خارجية
- الموقع الرسمي لولاية عين الدفلى
- مديرية التجارة لولاية عين الدفلى
- البث الحي للإذاعة عين الدفلى
- خبار بلادي.. الجزائر.. ولاية عين الدفلى